# Murrells Inlet

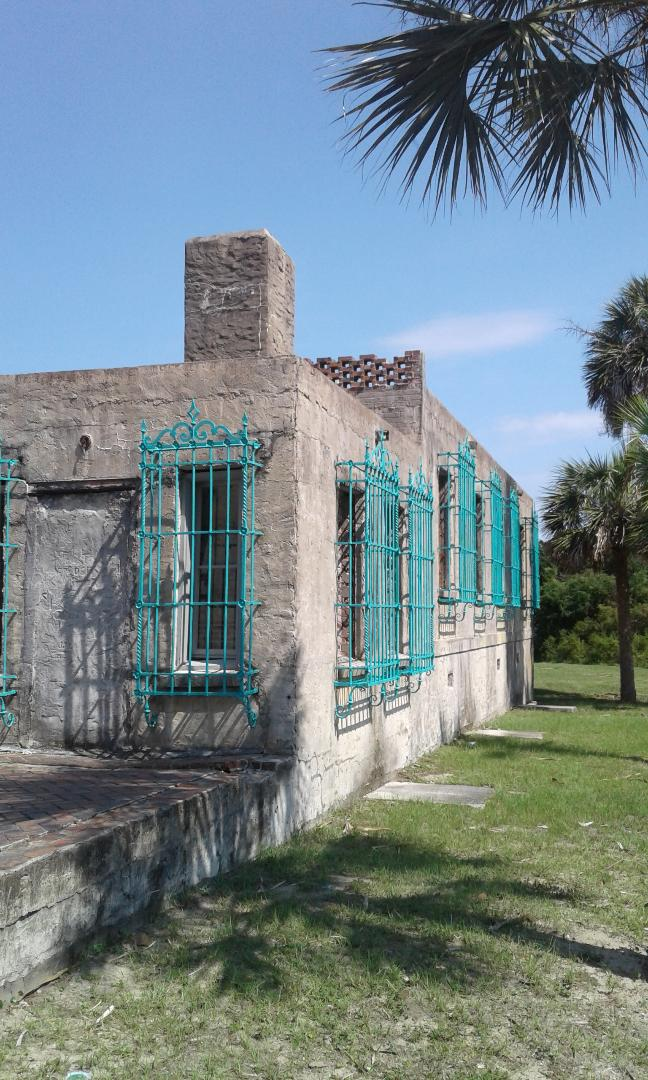

Murrells Inlet est une census-designated place américaine située dans le comté de Georgetown dans l'État de Caroline du Sud. En 2000, sa population était de 8 547 habitants.

## Démographie
| 2000  | 2010  | - | - | - | - |
| ----- | ----- | - | - | - | - |
| 5 519 | 7 547 | - | - | - | - |

## Source de la traduction
- (en) Cet article est partiellement ou en totalité issu de l’article de Wikipédia en anglais intitulé « Murrells Inlet, South Carolina » (voir la liste des auteurs).